# Ocnosispa denieri
Ocnosispa denieri is een keversoort uit de familie bladkevers (Chrysomelidae). De wetenschappelijke naam van de soort werd in 1940 gepubliceerd door Uhmann.